# Pino
Pour les articles ayant des titres homophones, voir Pinault, Pineau, Pinot et Pino (homonymie).
Ne doit pas être confondu avec la piève de Pino.
Pino est une commune française située dans la circonscription départementale de la Haute-Corse et le territoire de la collectivité de Corse. Elle appartient à l'ancienne piève de Luri, dans le Cap Corse.

## Géographie

### Situation
Pino (en corse Pinu) est une commune située au milieu de la côte occidentale du Cap Corse, dans le canton de Capobianco, l'une des dix-huit communes regroupées dans la communauté de communes du Cap Corse.
Communes limitrophes

### Géologie et relief

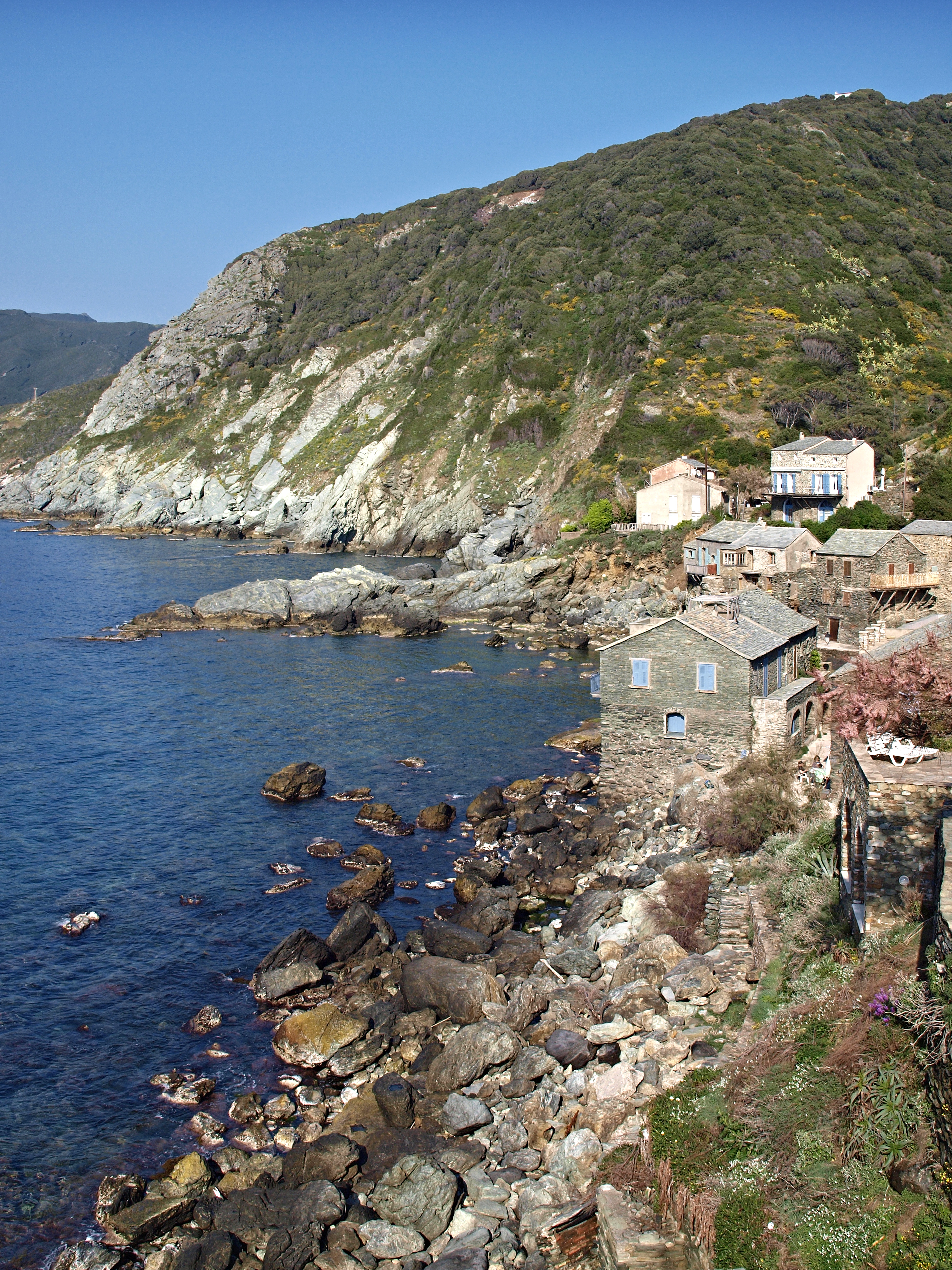
Marine de Scalo.

La commune se trouve dans la « Corse Alpine » orientale, un ensemble limité à un tiers Nord-Est de l'île, composé de terrains divers, issus d’un océan disparu appelé liguro-piémontais - océan Thétys dont l’âge est compris entre -170 à  -60 Millions d'années - et de ses marges continentales. Dans cette partie complexe de la Corse, on distingue les schistes métamorphiques ou « schistes lustrés » et les ophiolites du Cap Corse, datant de l’âge Jurassique et Crétacé.
La commune occupe un « alvéole » (vallée) de l'ouest du  Cap Corse, soit une vallée cernée par des montagnes au nord, à l'est et au sud, qui sont aussi ses limites territoriales. Partant de la côte au sud du golfu Alisu, ses limites suivent une ligne de crête passant par la Punta d'Alisgia (155 m), la Punta Pastricciola (305 m) jusqu'au Monte Popolu (520 m). Elles suivent ensuite la dorsale du Cap Corse vers le midi en franchissant le col de Bocca di Santa Lucia (387 m) sous lequel se situe la chapelle Santa-Lucia, passant par la Tour de Sénèque (566 m), le Monte Rotto (630 m - Luri), la Punta Rasiccia (714 m) et le Monte Ventigliole (712 m) en direction du Monte Grofilieta (836 m). De là, elles repartent vers la mer à l'Ouest en passant par le Monte Cupieta (756 m), la Punta di Caterraggio (514 m), la Punta di Piestrone (430 m) et suivent le cours du petit fleuve côtier fiume di Mare Morto jusqu'à la côte.
Sa façade maritime est comprise entre le golfe d'Alisu au nord et l'embouchure du fiume di Mare Morto au sud. Au milieu de cette côte déchiquetée, se trouve la Marine de Scalo qui, en fait, n'offre aucun abri aux navires de pêche ou de plaisance.

### Hydrographie
Sur sa façade maritime, se trouvent les embouchures de six petits cours d'eau appelés fiume, qui naissent tous sur les hauteurs de la vallée de Pino. Du nord au sud, ils ont pour nom : fiume di Marinascu, fiume di Fichetu, fiume di Sorbinca, fiume di A Pietra, fiume di Cucchiara et fiume di Mare Morto, ces deux derniers non répertoriés par le Sandre.

### Climat et végétation
Du fait de sa situation géographique, sur le littoral occidental du Cap, Pino est soumise aux vents d'Ouest dominants. Le manteau végétal est vert, le sol couvert d'une haute végétation de bois de chênes verts et d'un maquis dense qui cache les anciennes et nombreuses terrasses de culture, se développant sur un sol comprenant en partie des schistes sériciteux, à l'aspect soyeux et ridé, et l'autre d'ophiolites très résistantes composées de roches volcaniques expliquant les reliefs aigus et abrupts. Les routes taillées dans le rocher, présentent sur les parois des prasinites teintées en vert par l'épidote, un minéral contenant de l'aluminium et du fer.

Sur les hauteurs, au col éponyme, la chapelle Santa Lucia se dresse parmi les pins laricio. On remarque aussi, accrochés aux pentes rocailleuses du littoral, la présence de nombreux agaves et figuiers de Barbarie originaires du Mexique et qui se sont naturalisés sur le pourtour méditerranéen.

### Voies de communication et transports

#### Accès routiers

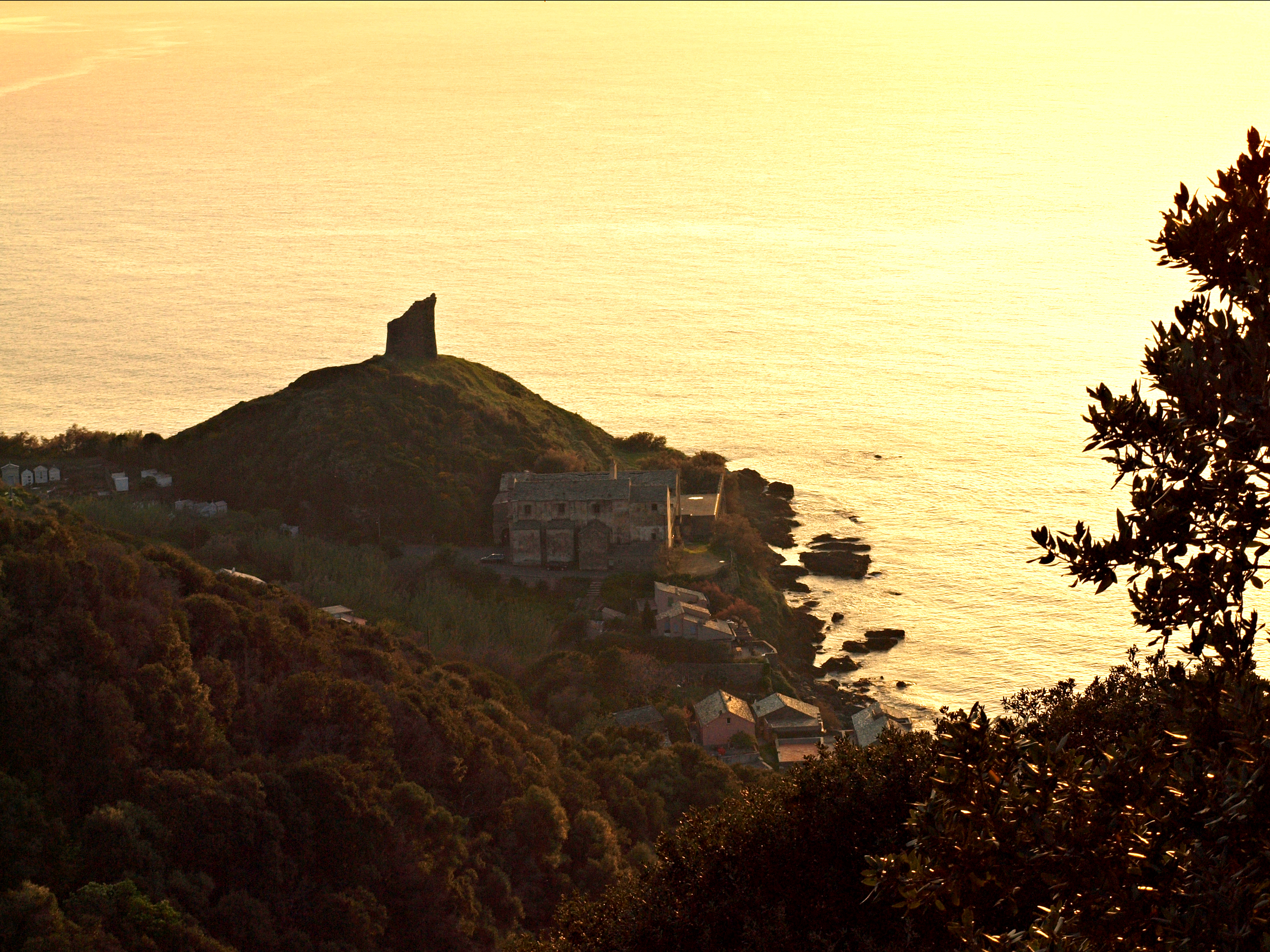
Marine de Scalo au couchant.

La route D 33 dite « petite corniche » a sa jonction avec la D 80 à la sortie nord du village. Elle est construite à près de 300 m d'altitude au-dessus de la « grande corniche » qu'elle double depuis Abro (Canari). À Tagliato à l'est du village, elle fait jonction avec la D 180.
La D 180 relie Pino à Santa-Severa, la marine de Sisco sur le littoral oriental, en franchissant la Serra, la dorsale du Cap, au col de Santa Lucia (387 m). La D 180 a été construite vers 1871.

#### Transports
Hormis le ramassage scolaire en autocar, il n'existe pas de transports en commun sur la commune. Le village est cependant éloigné de Bastia, la métropole régionale. La gare des Chemins de fer de la Corse de Bastia, la plus proche, est distante de 42 km. L'aéroport le plus proche est celui de Bastia distant de 62 km. Le port de commerce de Bastia se trouve à 41 km.

## Toponymie
Pino dérive de pinus mot latin qui signifie pin parasol.

## Urbanisme

### Typologie
Au 1er janvier 2024, Pino est catégorisée commune rurale à habitat dispersé, selon la nouvelle grille communale de densité à sept niveaux définie par l'Insee en 2022.
Elle est située hors unité urbaine. Par ailleurs la commune fait partie de l'aire d'attraction de Bastia, dont elle est une commune de la couronne,. Cette aire, qui regroupe 93 communes, est catégorisée dans les aires de 50 000 à moins de 200 000 habitants,.
La commune, bordée par la mer Méditerranée, est également une commune littorale au sens de la loi du 3 janvier 1986, dite loi littoral. Des dispositions spécifiques d’urbanisme s’y appliquent dès lors afin de préserver les espaces naturels, les sites, les paysages et l’équilibre écologique du littoral, tel le principe d'inconstructibilité, en dehors des espaces urbanisés, sur la bande littorale des 100 mètres, ou plus si le plan local d’urbanisme le prévoit.

### Morphologie urbaine

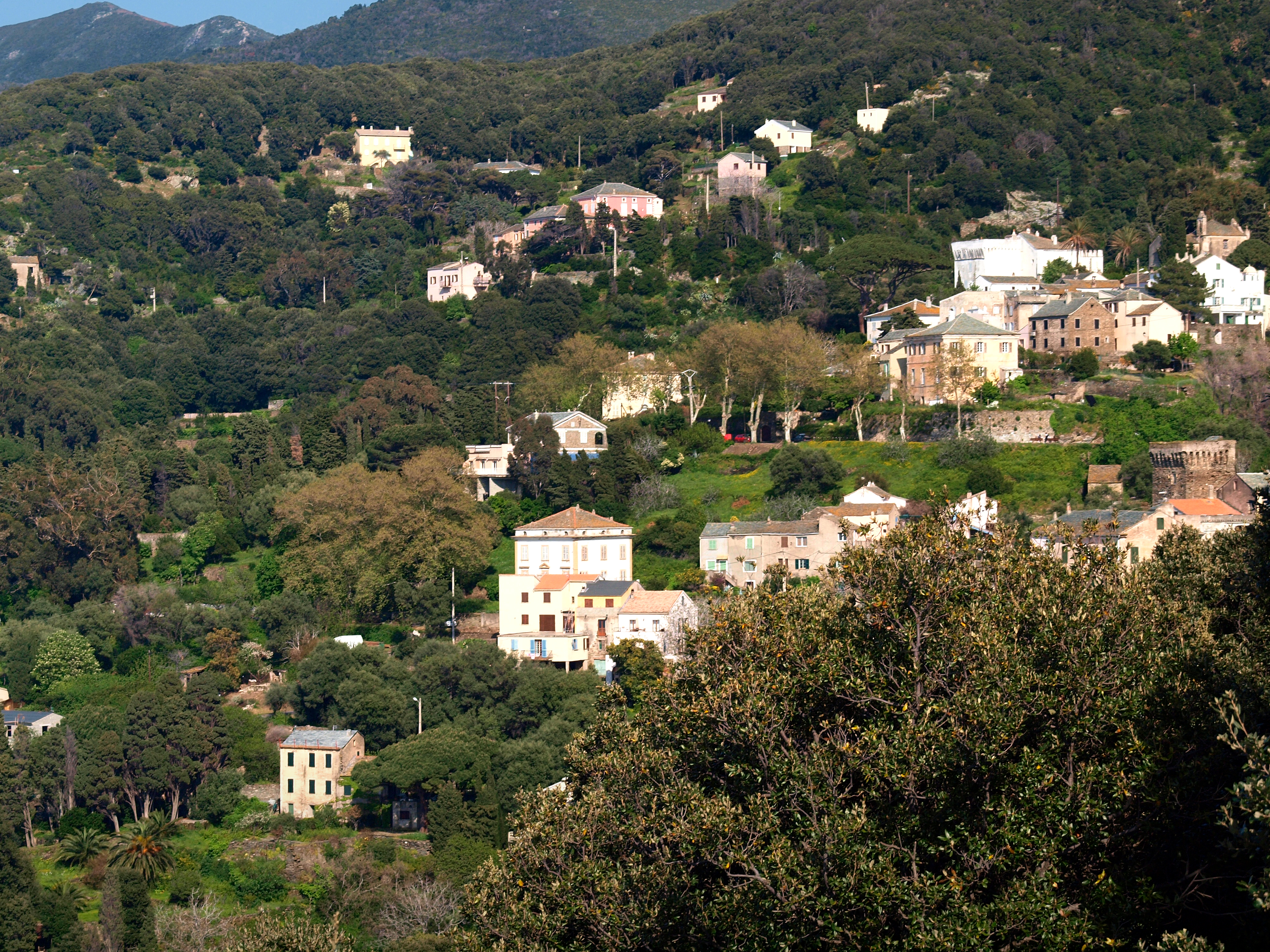
Hameaux de Casuccio et de Ciocce.

Comme dans la plupart des communes à l'Ouest de la Serra, chaîne montagneuse qui s'étend tout le long du Cap, on retrouve à Pino le triptyque habituel village-marine-tour. Le village est bâti à flanc de montagne, à une altitude moyenne de 170 mètres. La Marine de Scalo, se situant à environ 600 m à vol d'oiseau au nord-ouest du village, est dominée par la tour génoise, Tour de Pino ou Tour de Scalu.
Pino compte jusqu'à 591 habitants en 1881. C'est à partir de cette date que bon nombre d'habitants partent aux Amériques, plus précisément au Costa Rica, au Venezuela et dans quelques îles des Caraïbes. C'est d'ailleurs l'argent envoyé par les expatriés qui permettent la construction de bâtisses dites « maisons d'américains » et des nombreuses tombes qui jalonnent les routes de la commune. Cet exode progresse jusqu'aux années 1980. Par ailleurs, comme toutes les communes du Cap, Pino paye un lourd tribut au cours des deux guerres mondiales.

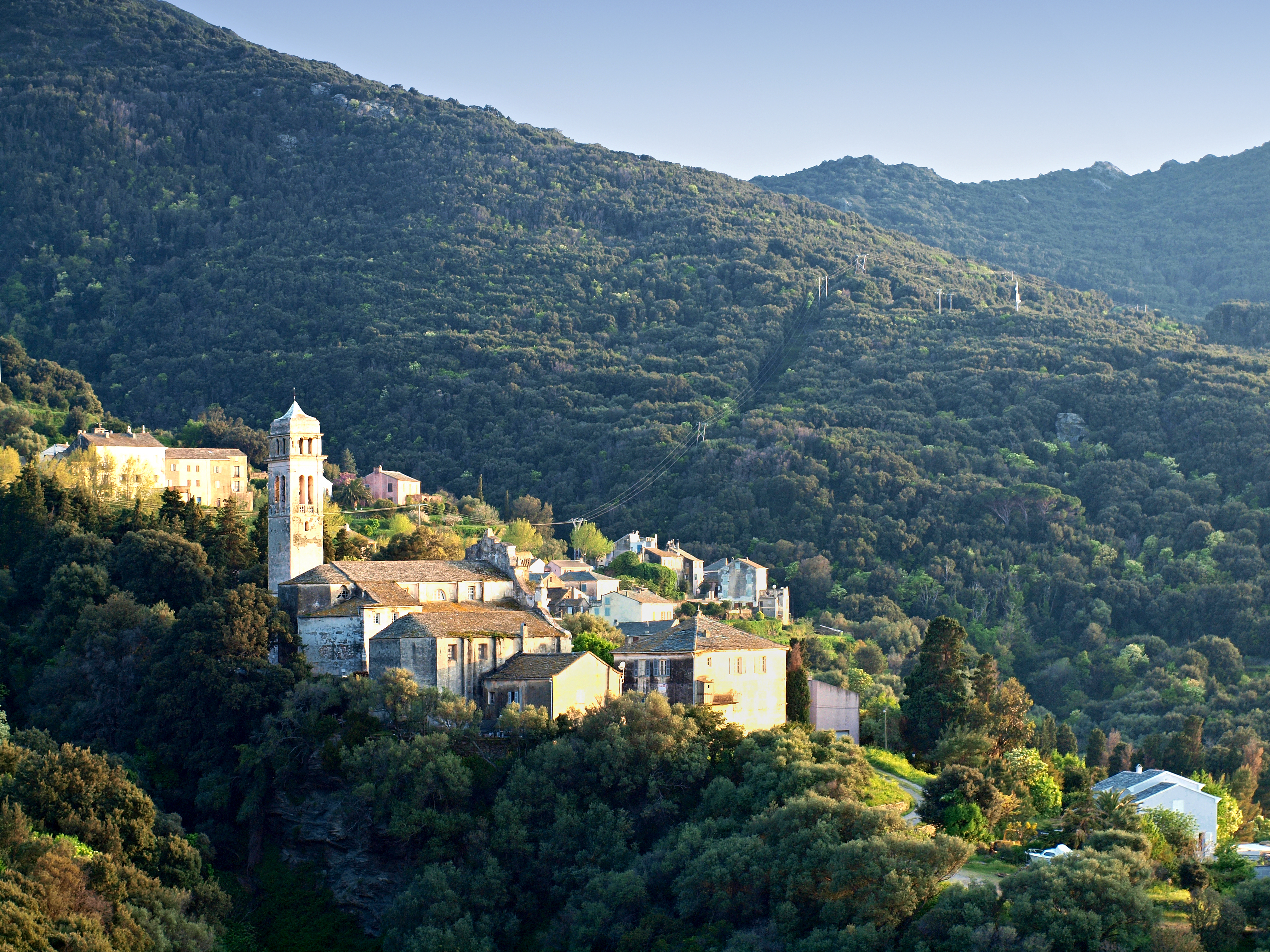
Vue partielle du village.

La population de Pino vit regroupée dans le village divisé en seize quartiers et hameaux. Pino possède également une marine. Le détail de l'agglomération de Pino ci-dessous signale aussi les villages et hameaux disparus.
- Casuccio, hameau précédemment appelé Casuglio, il se trouve au nord de Paroisse, centre du village. S'y trouvent deux tours carrées dont une transformée.
- Monticello est un tout petit hameau situé dans un vallon ombragé entre Ciocce et Casuccio.
- Peri,
- Raffalacce précédemment dit Rapaldaccie, se situe entre Ciocce et Monticello.

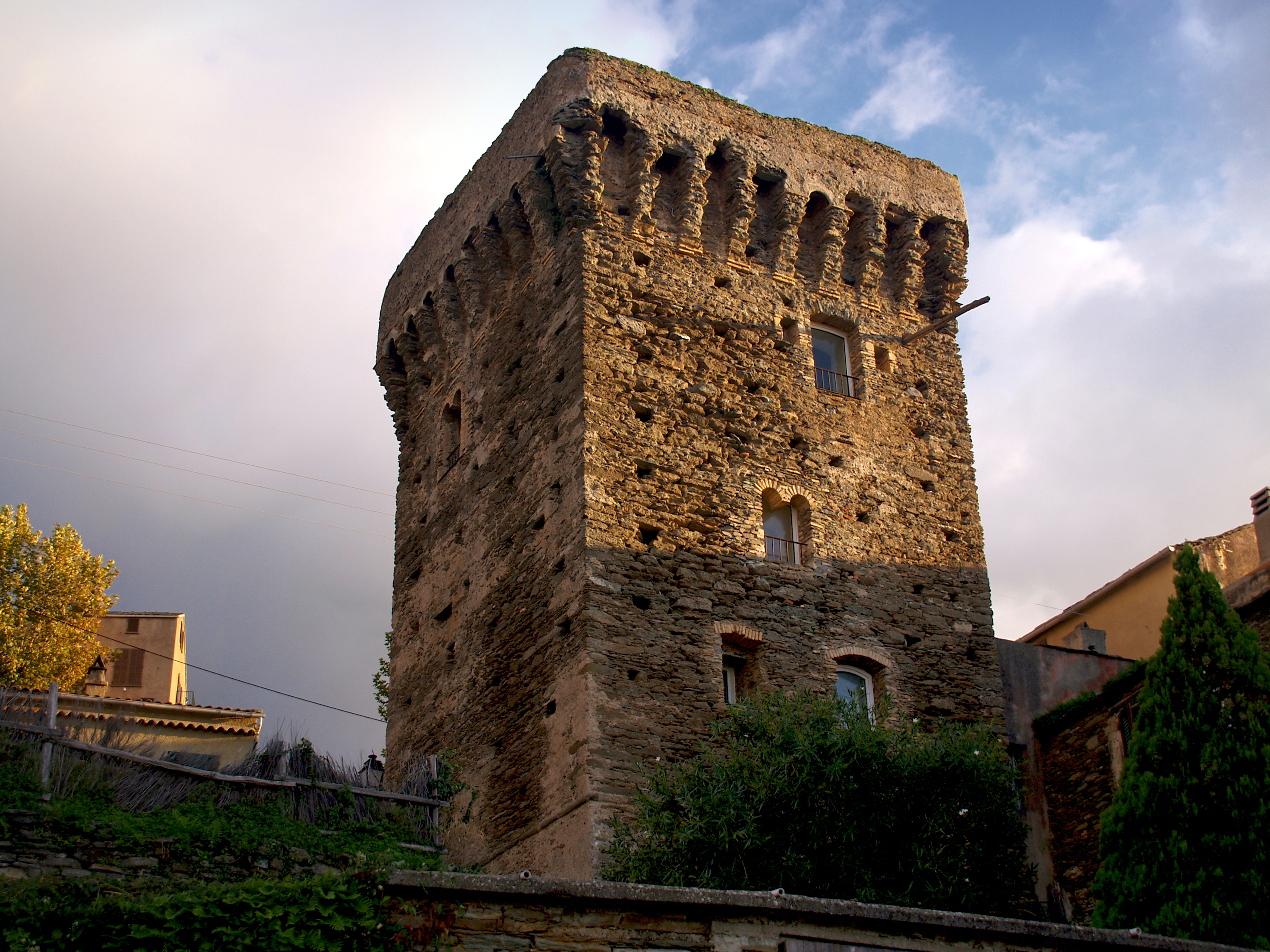
Tour de Ciocce.

- Ciocce est un hameau autrefois appelé Chioghje qui possède une remarquable tour carrée pisane ornée de nombreux trous de boulins. Il est le premier hameau important lorsqu'on arrive du sud par la D 80.
- Covili, précédemment nommé Cuili. Hameau le plus au sud du village, il comprend quelques maisons construites à proximité du pont de la D 80 enjambant le fiume di A Pietra.
- Paroisse, appelé Parocchia ou Barruccia, recèle l'église paroissiale de Pino : Santa Maria Assunta, un édifice baroque avec un campanile de cinq étages construit au XVIIIe siècle classé Monument historique. Elle est restaurée au XIXe siècle, remplaçant un ancien sanctuaire de taille plus modeste. À sa gauche, l'ancienne chapelle de la confrérie Santa Croce éteinte depuis 1963.
- Metimo ou Medimo, à l'Est du village et à 40 m au nord de Tagliato, possède l'église San Roccu du XVIIe siècle. Son nom dérive du latin médius car le hameau est au centre du village.

À l'Ouest se dresse le petit château Piccioni et son remarquable jardin. Il est la propriété depuis le XVe siècle de la famille Piccioni qui serait descendante du marquis Antone Paolo Piccioni originaire de Tivoli (Latium) et arrivé en Corse au Xe siècle pour la reconquête sur les Maures. Pascal Paoli y séjourne en tant qu'invité de Sébastien Piccioni alors commandant d'un trois-mâts de la marine corsaire du jeune État corse.
- Valle, le cœur du village avec un petit centre commercial (SPAR), un bar et la seule station d'essence sur la côte occidentale du Cap.
- Taverna, au Sud du village, un peu au Nord de Stazzona. Le hameau possède une tour carrée  transformée.
- Stazzona est un tout petit hameau au sud du village. Son nom signifie « forge » (du grec foyer + lieu où l'on s'arrête « sain et sauf »). S'y trouvent la chapelle Santa Lucia ainsi que de nombreux oliviers séculaires.
- Serra, hameau fait de deux maisons seulement, situé tout au nord du village sous Cima di Serra (170 m) en bordure de la D 33.
- Tagliato, un peu à l'Est du village. S'y trouve un oratoire dédié au Christ crucifié.
- Padulella, plutôt un lieu-dit habité par intermittence, situé à une centaine de mètres au sud de Stazzona.
- Lavonese ou Laonese, au Nord-Est du village et à sa sortie par la D 180, comporte quelques habitations construites autour de la route menant à Luri. À moins de 100 m à l'est se dresse la chapelle San Guglielmu du XVIIIe siècle.
- Pino Suprano. Le hameau le plus haut du village et auquel on accède par une petite route communale en cul-de-sac, a une tour carrée transformée, comme beaucoup d'autres dans cette partie du Cap.

Au Moyen-âge, existe un village florissant, situé plus au Sud et 400 m plus haut, Barbalinca. Ce village est abandonné au XIXe siècle. Les quelques ruines qui subsistent sont dissimulées sous un bois de chênes verts. Barbalinca a autrefois un château, Castello di Barbalinca que la révolte populaire démolit en 1358, ainsi qu'une chapelle San Giabicu.
- Marine de Scalo. C'est une minuscule plage de galets sur laquelle on débarque à l'aide d'une échelle, qui sert de marine à Pino. Scalu vient du latin scala qui signifie échelle.

Jusqu'à la fin du XIXe siècle le commerce y prospère. Une dizaine de bateaux exportent alors vin, cédrat, bétail, charbon de bois et importent des grains, du sel, des textiles, des planches et divers ustensiles. Elle permet aux habitants de vivre des activités de la mer : pêche et commerce.
À l'ouest de la marine, se trouve l'ancien couvent San Francescu qui abrite un collège fermé en 1972. Il est désaffecté depuis. Dans ce couvent au XVIIe siècle, 7 à 11 frères assurent l'instruction des enfants. À 50 m à l'Ouest du couvent, édifié sur une petite colline arrondie, une tour littorale ronde de guet génoise dite Tour de Pino ou Tour de Scalu, parfois encore Tour San Francescu. Près de Scalu, dans l'ancien cimetière, se dresse l'église Santa Margarita, totalement disparue. Elle est proche du château Santa Margarita, disparu aussi.

### Occupation des sols
L'occupation des sols de la commune, telle qu'elle ressort de la base de données européenne d’occupation biophysique des sols Corine Land Cover (CLC), est marquée par l'importance des forêts et milieux semi-naturels (91,2 % en 2018), une proportion identique à celle de 1990 (90,5 %). La répartition détaillée en 2018 est la suivante : 
forêts (71,3 %), milieux à végétation arbustive et/ou herbacée (12,6 %), espaces ouverts, sans ou avec peu de végétation (7,3 %), zones urbanisées (5,8 %), eaux maritimes (3 %). L'évolution de l’occupation des sols de la commune et de ses infrastructures peut être observée sur les différentes représentations cartographiques du territoire : la carte de Cassini (XVIIIe siècle), la carte d'état-major (1820-1866) et les cartes ou photos aériennes de l'IGN pour la période actuelle (1950 à aujourd'hui).

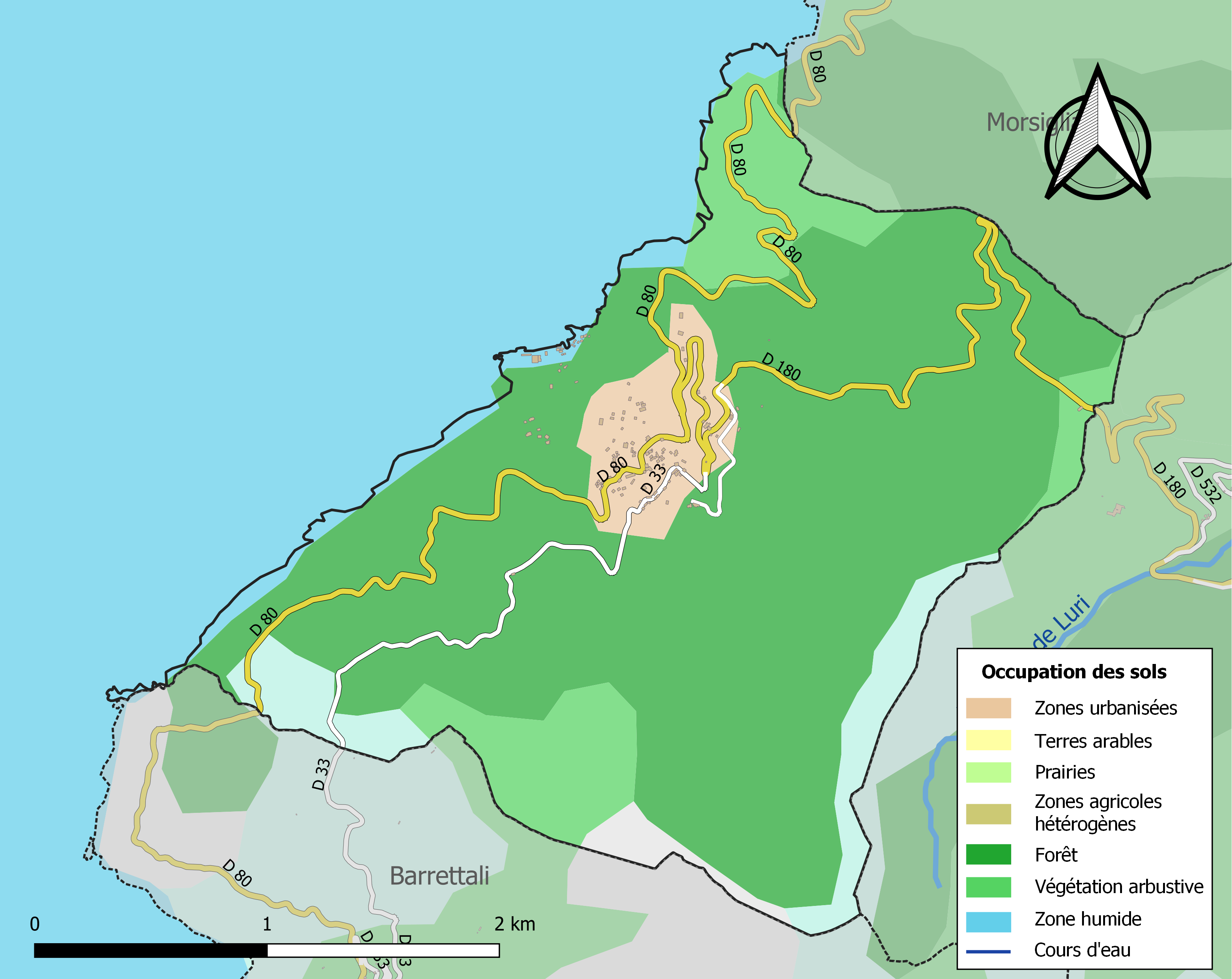
Carte des infrastructures et de l'occupation des sols de la commune en 2018 (CLC).

## Histoire

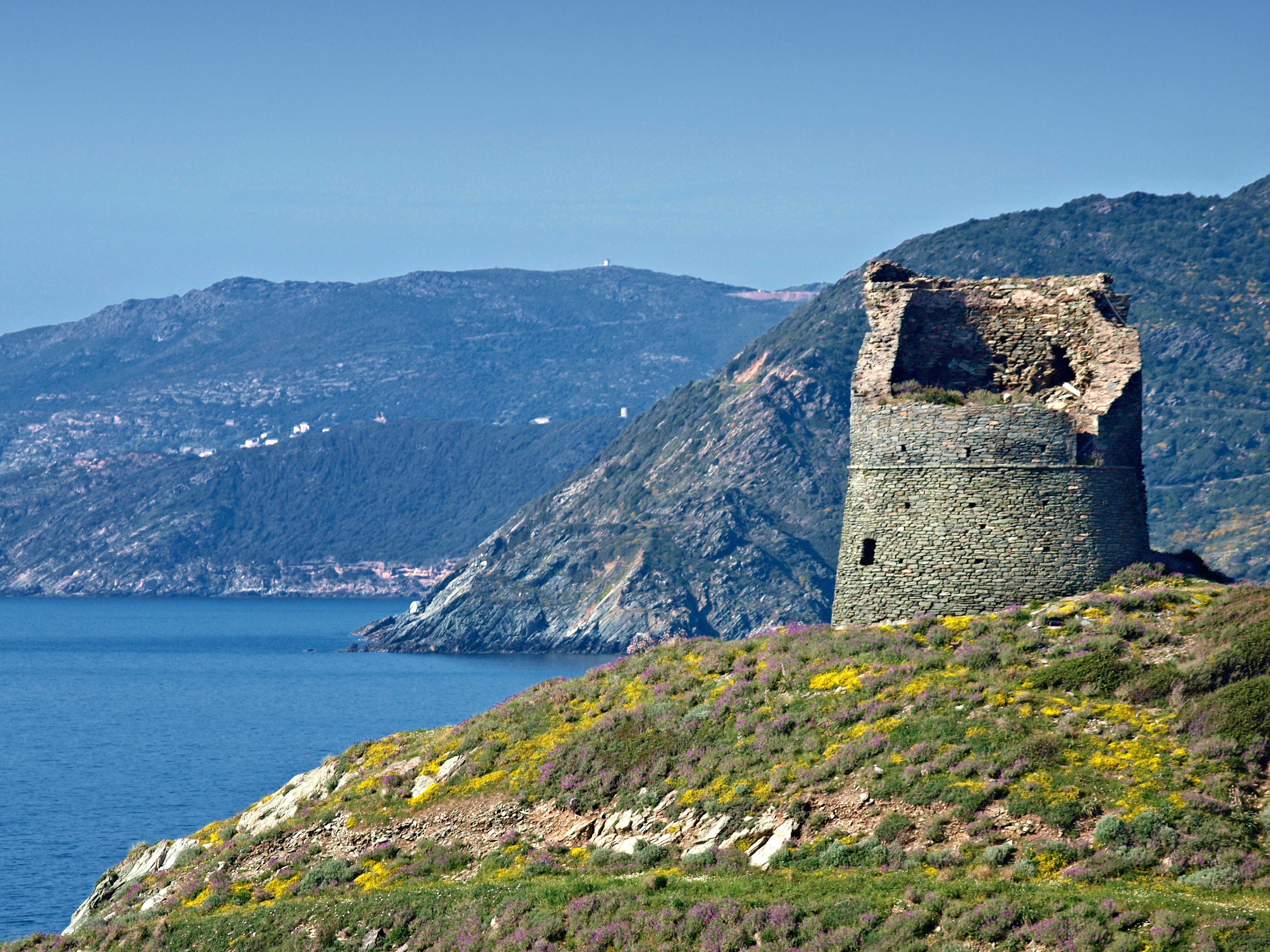
Tour de Pino.

### Moyen âge
Pino dépend des Peverelli, seigneurs locaux, de la fin du IXe siècle à 1197, puis des Avogari avant d'être cédé à Ansaldo Da Mare en 1248. Au Xe siècle, Pise et Gênes combattent les bases sarrasines qui restent en Corse en 1015 une fois la reconquête de la Corse achevée, le dernier épisode étant le départ aux environs de 996 de Nugolone, dernier des six rois maures, qui quitta son château de Corduvella près de Montemaggiore (Montegrosso) pour se rendre aux Baléares.
- 1340 - 1346, Bartolomeo da Mare fils de Galeotto da Mare, hérite de ce petit fief alors composé de deux paroisses : Santa Margarita près de la marine et Santa Lucia en montagne, près du col éponyme. Les deux églises totalement disparues (celle de Santa Lucia remplacée au XIXe siècle par la chapelle Sainte-Lucie). En 1250 les Bénédictins de la Gorgone reçoivent des seigneurs du Cap sept églises dont Santa Margarita di Pino.
- 1348 - À la mort de Galeotto da Mare dit Giachetto, arrière petit-fils d'Ansaldo, son fief est partagé entre ses enfants : Babiano a tout sauf Centuri pour Crescione ; Morsiglia va à Nicolas (fils de Crescione) mais il est peu après aussi seigneur de Centuri ; Pino va à Bartolomeo (frère de Crescione).

Au Moyen Âge existait Barbalinca, village florissant situé au-dessus de l'actuel hameau de Pino Soprano. En 1358, son château Castello di Barbalinca fut démoli par la révolte populaire (Barbalinca sera abandonné au XIXe siècle).

### Temps modernes
Au XVe siècle un descendant du marquis Antone Paolo Piccioni, originaire de Tivoli (Latium) venu à cette époque combattre les Maures, fait construire le petit château Piccioni toujours propriété de la famille Piccioni et en état, tout comme son remarquable jardin repris à l'Inventaire général du patrimoine culturel.
Des tours carrées de défense sont élevées à Metimo (XVe siècle), à Casuccio et à Ciocce. 
- 1495 - Les Mineurs Observants ou Observantins se fixent à Pino.

Au XVIe siècle Pino est une "communauté" de la seigneurie Da Mare, comptant vers 1600 environ 450 habitants. Elle a pour lieux habités : Medemo, Lalconese, lo Casugio, lo Monticello, le Rapaldaccie, le Chioggie, li Covili.
- 1563, des forces de l'armée turque commandées par Mammi Pacha dit Mammi Corsu (de son vrai nom Filippu Arbellara, originaire de Pino), passent proches de prendre la tour de Scalo et razzier le village. Le Supérieur du couvent San Francesco voisin ayant appris à lire et à écrire à Mammi Pacha au couvent, lui fait honte. Celui-ci s'en va alors piller Morsiglia, Centuri et Minerviu (Barrettali).
- 1592, Pino passe sous le contrôle de Gênes. La construction de tours de guet littorales est imposée aux pieves et communautés. La tour de Scalo est construite au début du XVIe siècle.

Au XVIIe siècle, Pino ainsi que les communautés de Cagnano, Luri, Meria, Tomino, Rogliano, Ersa, Centuri et Morsiglia composent la piève religieuse de Luri. Pino dépend de l'évêque de Mariana, établi à Bastia depuis 1570 à cause de la permanente menace barbaresque. Sur le plan civil, Pino se trouve dans la province du CapoCorso, dans la piève du Capo Corso, l'une des quatre pièves civiles de la province toujours qualifiée officiellement de "fief" pour ménager les seigneurs locaux dépossédés, et dans la piève judiciaire de Luri.
Au XVIIIe siècle la province du CapoCorso comprend Ersa avec habitants, Centuri avec quatre villages pour 501 habitants, Rogliano avec cinq villages pour 1705, Morsiglia 539 habutants, Tomino 624 habitants, Meria 405 habitants, Cagnano 535 habitants, Luri 996 habitants, Barrettali 533 habitants et Pino 489 habitants.
Pino pratique la sériciculture. S'y trouve 206 pieds de mûriers, soit près du tiers des mûriers plantés au Cap Corse. La soie grège vendue à Gênes, alimente une filature de cocon à Pino et une manufacture de bas à Bastia. La vigne est cultivée comme partout ailleurs dans le Cap Corse. En 1790, 120 ha sont plantés à Pino.
- 1757 - Pino se rallie à Pascal Paoli. Invité par Sébastien Piccioni alors commandant d'un trois-mâts de la marine corsaire corse, Paoli séjourne quelque temps au château Piccioni.
- 1768 - Avec la cession de la Corse par les Génois et le passage de l'île sous administration française[Note 3], un redécoupage des pièves est effectué. La pieve du Luri prend le nom de Seneca.
- 1788 : Barrettali et Pino sont distraits de la piève de Luri et rattachés à celle de Canari[16].
- 1790 - Avec la Révolution française est créé le département de Corse.
- 1793 - Le département de Corse est divisé en deux départements : El Golo et Liamone. La commune porte toujours le nom de Pino. La piève de Canari est supprimée. Pino intègre le canton de Seneca, dans le département de El Golo (l'actuelle Haute-Corse).
- 1811 - Les deux départements sont fusionnés pour créer le département de Corse.
- 1828 - Le canton de Seneca prend le nom de canton de Luri[17].
- 1865 - 1880 : Ouverture des routes :
  - Santa Severa - Pino, l'actuelle route D180, qui traverse la chaîne montagneuse de la Serra au col de Santa Lucia ;
  - Macinaggio - Botticella - Nonza - Saint Florent, partie de l'actuelle route D80 dite « Route du bord de mer corse ».

### Époque contemporaine
- En 1954 - Pino avec les communes de Barrettali, Cagnano, Luri et Meria, formait le canton de Luri, et comptait cette année là 249 habitants.

## Politique et administration

### Liste des maires
| Période                                  | Période   | Identité         | Étiquette | Qualité       |
| ---------------------------------------- | --------- | ---------------- | --------- | ------------- |
| 1973                                     | 1979      | Jean-Luc Guasco  | ?         | avocat        |
| mars 1981                                | mars 2008 | Lucien Orsatelli | ?         |               |
| mars 2008                                | En cours  | Francis Mazotti  | DVG       | Fonctionnaire |
| Les données manquantes sont à compléter. |           |                  |           |               |

## Population et société

### Démographie
L'évolution du nombre d'habitants est connue à travers les recensements de la population effectués dans la commune depuis 1800. Pour les communes de moins de 10 000 habitants, une enquête de recensement portant sur toute la population est réalisée tous les cinq ans, les populations de référence des années intermédiaires étant quant à elles estimées par interpolation ou extrapolation. Pour la commune, le premier recensement exhaustif entrant dans le cadre du nouveau dispositif a été réalisé en 2007.

En 2022, la commune comptait 154 habitants, en évolution de −2,53 % par rapport à 2016 (Haute-Corse : +5,15 %, France hors Mayotte : +2,11 %).
| 1800 | 1806 | 1821 | 1831 | 1836 | 1841 | 1846 | 1851 | 1856 |
| ---- | ---- | ---- | ---- | ---- | ---- | ---- | ---- | ---- |
| 507  | 481  | 405  | 418  | 437  | 374  | 426  | 484  | 457  |

| 1861 | 1866 | 1872 | 1876 | 1881 | 1886 | 1891 | 1896 | 1901 |
| ---- | ---- | ---- | ---- | ---- | ---- | ---- | ---- | ---- |
| 437  | 461  | 512  | 521  | 591  | 604  | 528  | 581  | 575  |

| 1906 | 1911 | 1921 | 1926 | 1931 | 1936 | 1946 | 1954 | 1962 |
| ---- | ---- | ---- | ---- | ---- | ---- | ---- | ---- | ---- |
| 557  | 557  | 537  | 529  | 416  | 545  | 331  | 281  | 273  |

| 1968 | 1975 | 1982 | 1990 | 1999 | 2006 | 2007 | 2012 | 2017 |
| ---- | ---- | ---- | ---- | ---- | ---- | ---- | ---- | ---- |
| 269  | 200  | 137  | 143  | 150  | 173  | 176  | 148  | 164  |

| 2022 | - | - | - | - | - | - | - | - |
| ---- | - | - | - | - | - | - | - | - |
| 154  | - | - | - | - | - | - | - | - |

### Enseignement
La commune possède longtemps des écoles, la dernière située au hameau de Taverna, ferme ses portes dans les années 1980.
Le couvent Saint François accueille un collège (pensionnat), dirigé par des moines jusque dans les années 1960.
L'école et le Collège les plus proches sont situés à Luri à (9 km). Quant aux lycées les plus proches, ils se situent à Bastia à (41 km).

### Santé
Médecin, pharmacie, kinés et infirmiers les plus proches sont à Luri (9 km).
L'Hôpital et les cliniques se trouvant à Bastia à (41 km).

### Cultes
L'église paroissiale (Santa Maria Assunta) relève du diocèse d'Ajaccio.

### Médias
- Le film Eaux troubles de Charlotte Erlih, tourné à La Marine de Scalo.

## Culture locale et patrimoine

### Lieux et monuments
- Monument aux morts
- Mausolée de la fille de Gustave Eiffel et de la famille Piccioni.
- Mausolée de la famille Franceschi.

#### Église Notre-Dame-de-l'Assomption
L'église Notre-Dame-de-l'Assomption (Santa Maria Assunta) du XVIIIe siècle, est située au hameau de Paroisse (Barruccia). À l'intérieur se trouvent des œuvres remarquables :
- un triptyque attribué au peintre florentin Fra Bartolomeo (1472-1517) du XVe siècle,
- un bénitier du XVIIIe siècle,
- le baptistère de 1554 armoriés, peintures plafonnantes de Paul Baptiste Profrizzi, du XIXe siècle,
- l'orgue de tribune en totalité 1836, classé Monument historique[21]
  - la partie instrumentale de l'orgue de tribune classée MH[22]
  - la tribune et le buffet d'orgue de 1836, classés MH[23]
- le retable Vierge à l'Enfant entre saint Pierre et saint François avec les donatrices, La Crucifixion, L'Annonciation sculpture, une peinture sur bois du XVe siècle propriété de la commune, classé MH[24] le 7 septembre 1955.

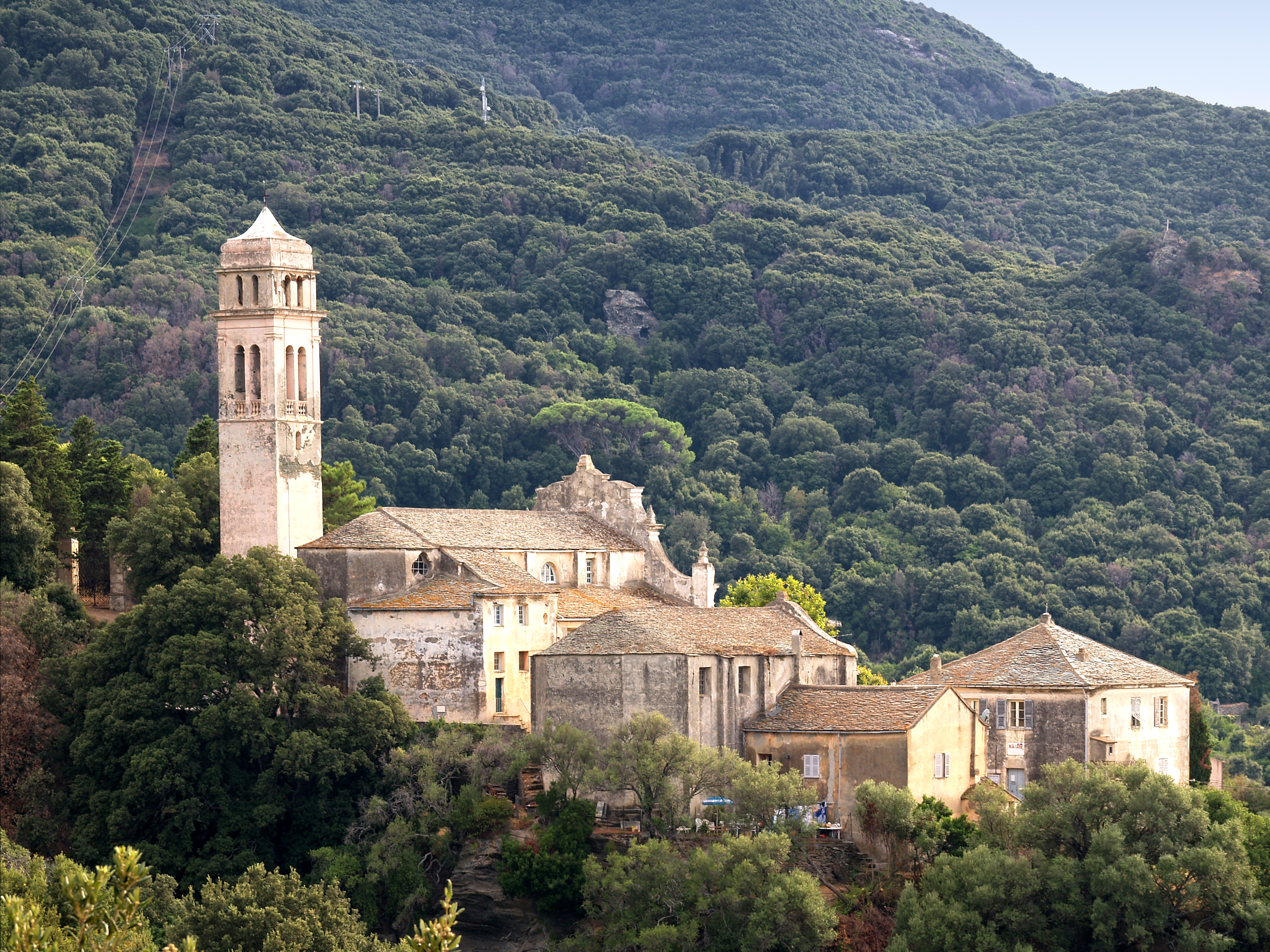
L'église Santa Maria Assunta.
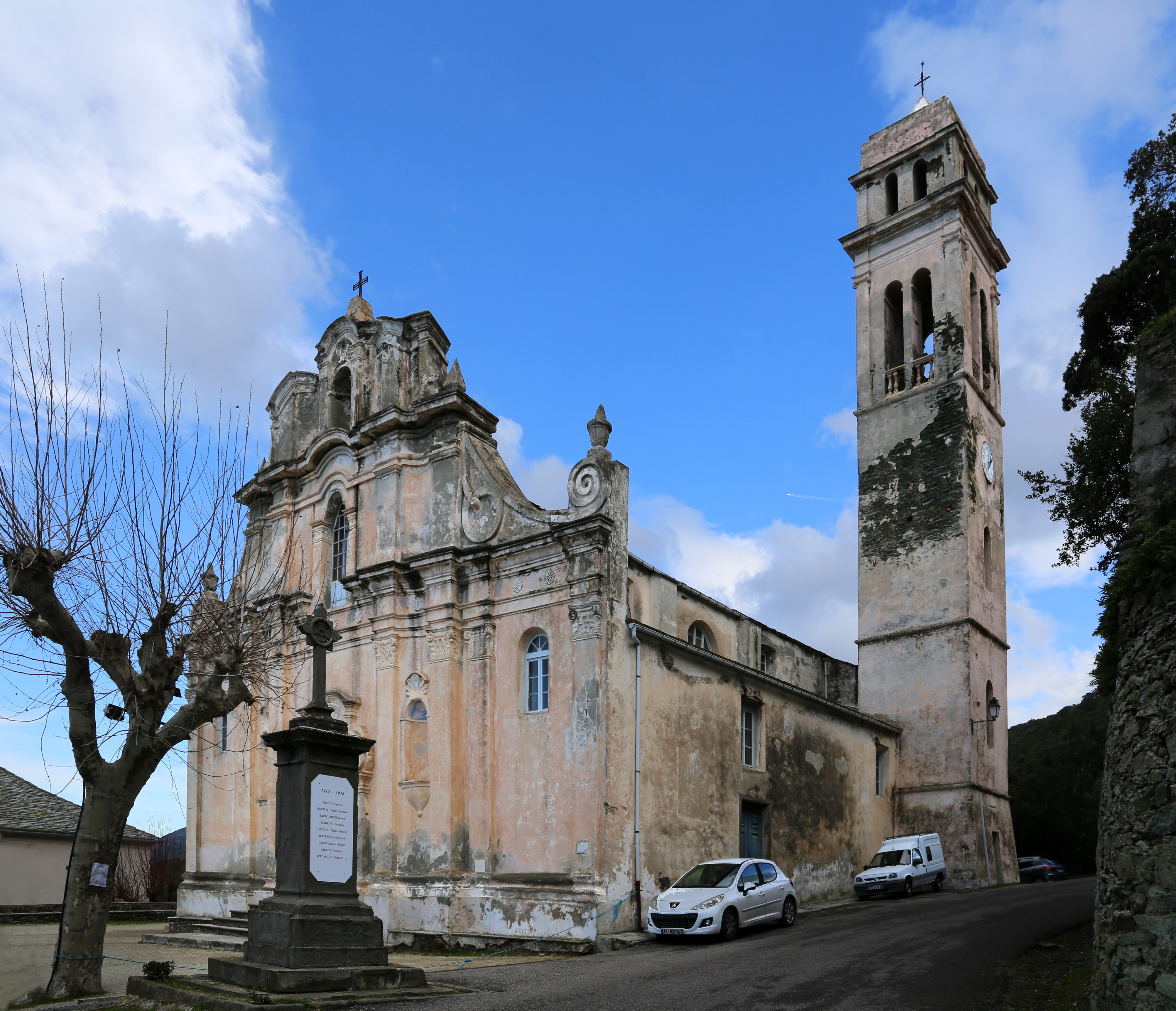
Vue latérale.
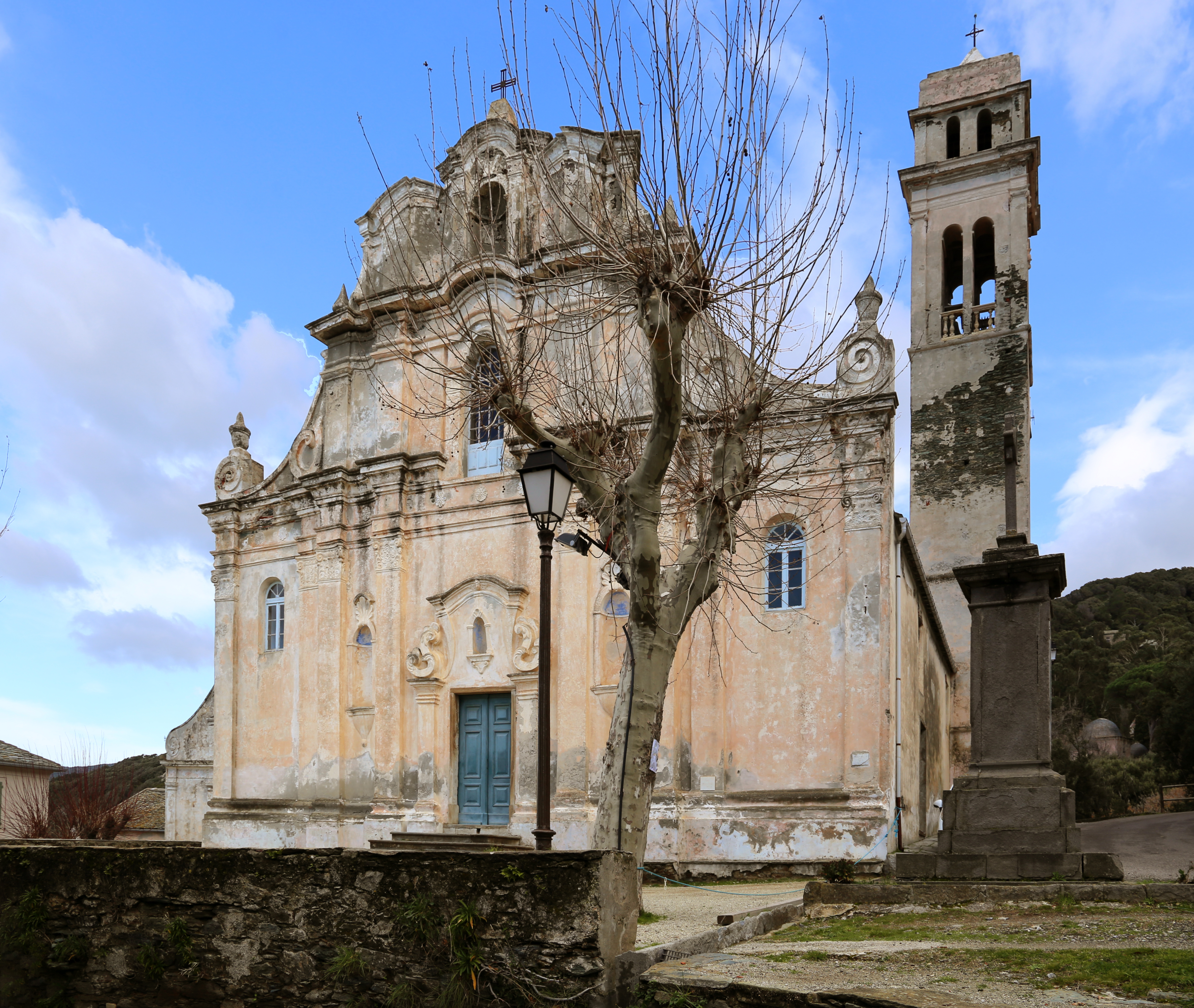
Vue frontale.
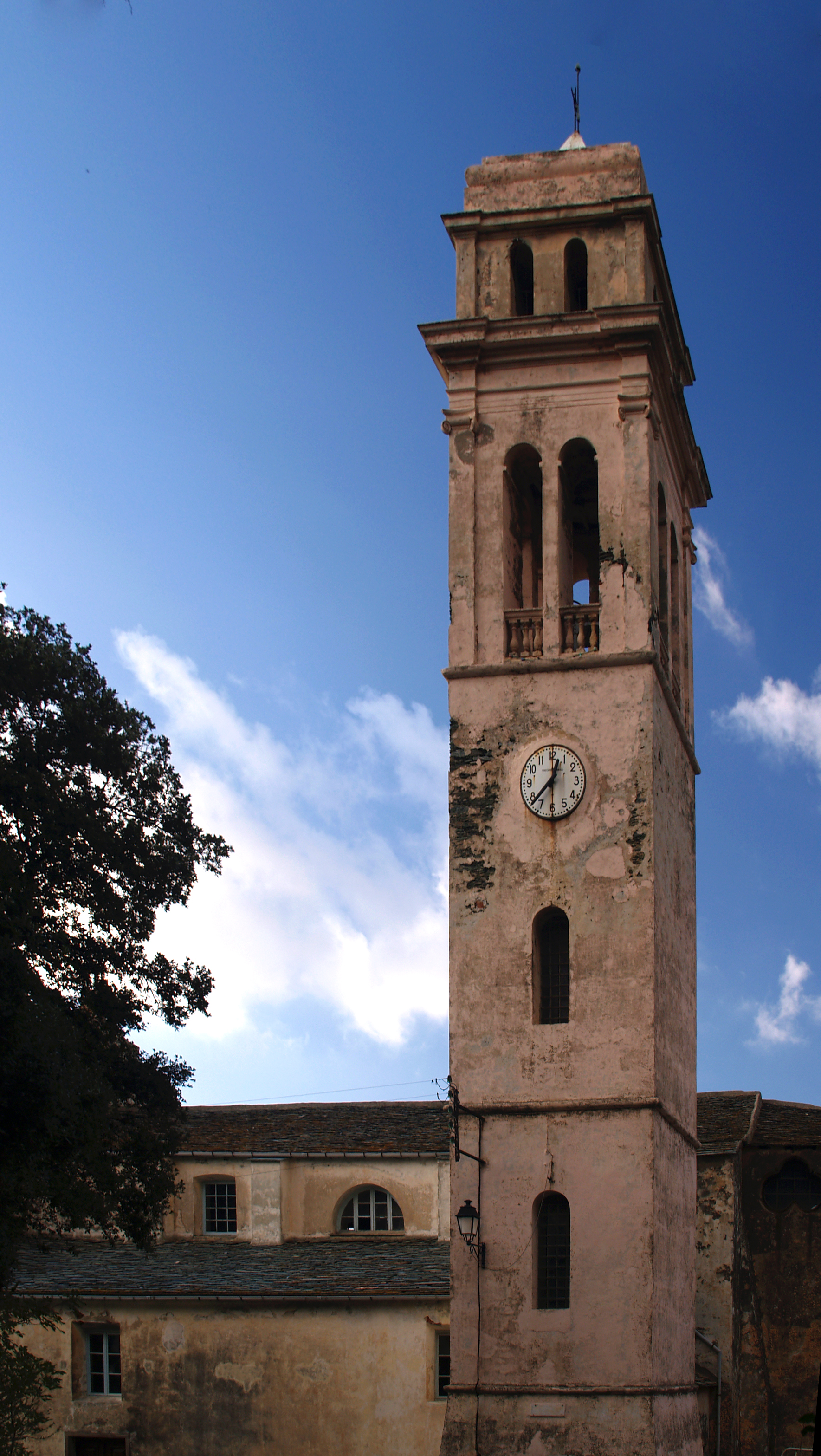
Campanile.

#### Chapelle de confrérie Sainte-Croix

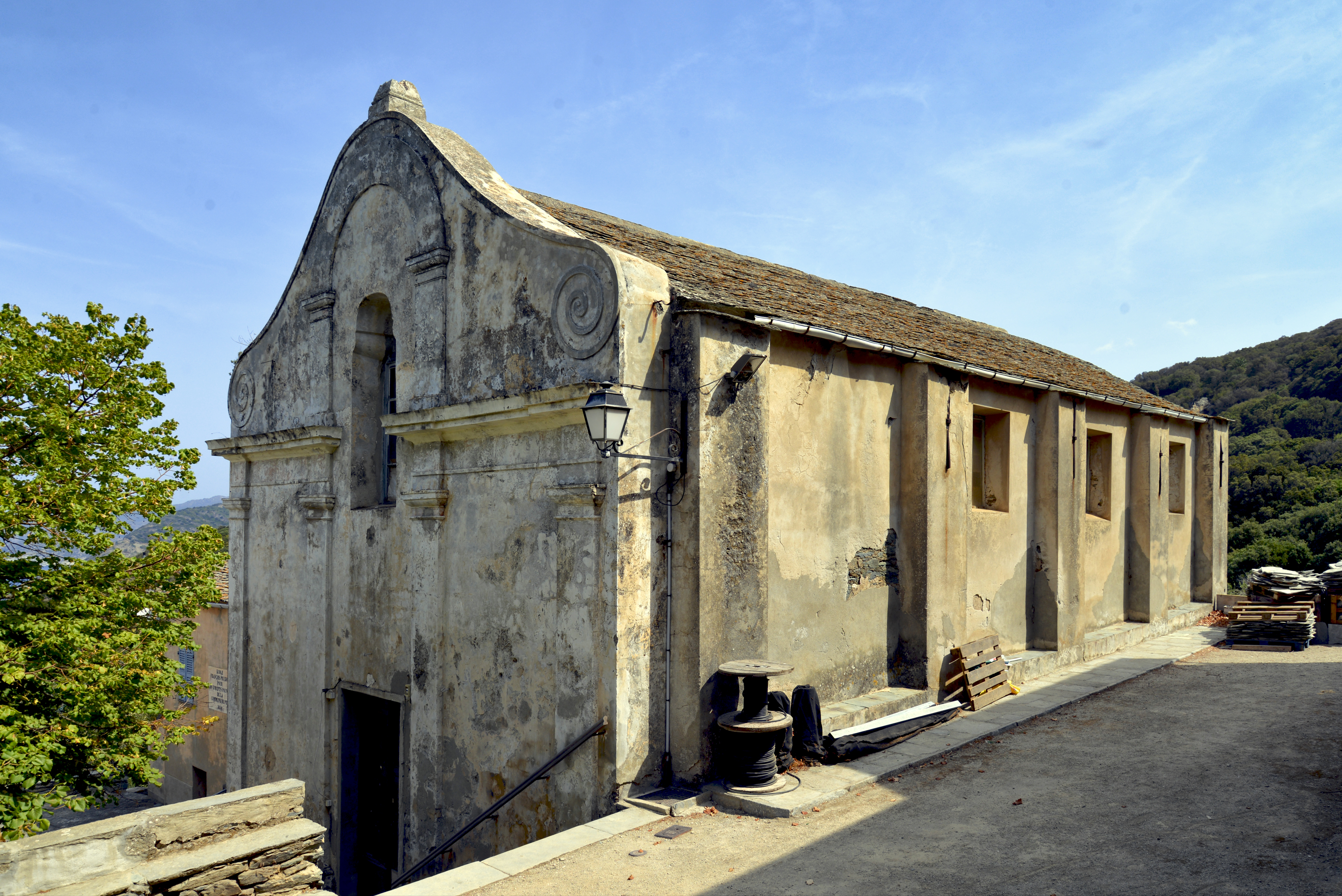
Chapelle de confrérie Santa Croce.

Située à proximité et en contrebas de l'église Notre-Dame-de-l'Assomption, face de la mairie, l'ancienne  chapelle de confrérie Santa Croce date du XVIIIe siècle. Elle est utilisée comme salle des fêtes.

#### Couvent Saint-François

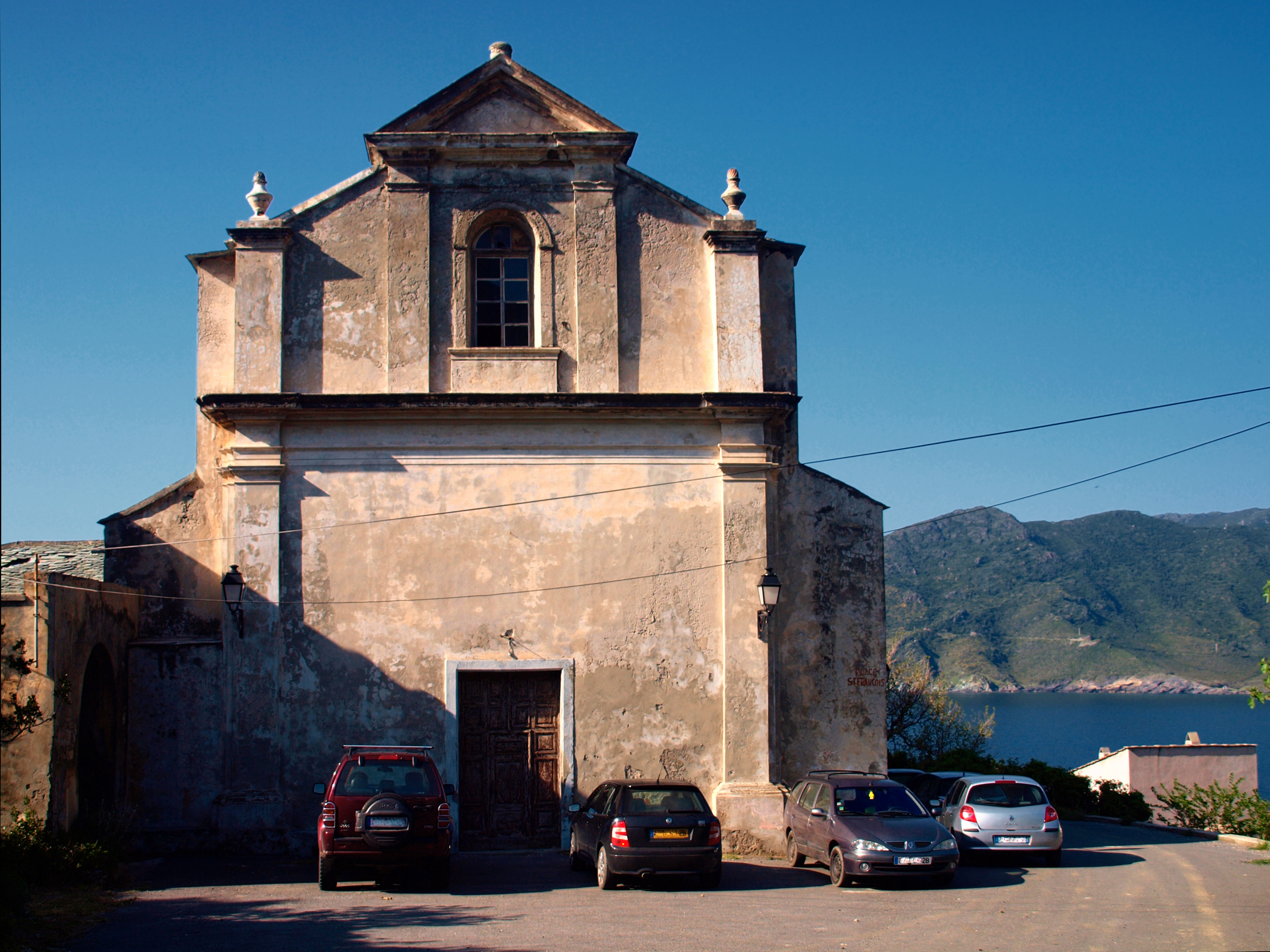
Couvent San Francesco.

Le couvent Saint-François d'observantins puis de franciscains, fondé en 1495, se situe en bordure de mer, entre la tour de Scalo et la marine éponyme. La chapelle du couvent renferme une fresque, un chemin de croix, une chaire et des stalles du XVIIe siècle.
L'Association U Cunventu, déclarée en préfecture le 3 août 2004, est créée avec pour objet, la défense et la valorisation du patrimoine historique de Pino ainsi que la sauvegarde de l’environnement.

#### Chapelle Sainte-Lucie
La chapelle Santa Lucia est édifiée au XIXe siècle sous Bocca di Santa Lucia, un col de 387 m sur la route D 180 menant à Luri, en remplacement d'une ancienne église Santa Lucia, l'une des deux paroisses que compte alors Pino. La chapelle Santa Maria, située à 500 m à l'ouest, est disparue.
La chapelle est dédiée à Marie qui y est fêtée tous les 8 septembre avec messe et pique nique rassemblant les fidèles.
C'est depuis la chapelle Sainte-Lucie que débute la route en cul-de-sac donnant accès à l'ancien couvent San Nicolao. De là, un sentier permet de monter jusqu'à la tour de Sénèque, située « à cheval » sur Luri et Pino.

#### Autres patrimoines religieux
- Église Saint-Roch (San Roccu) du XVIIe siècle à Metimo.
- Chapelle Saint-Guillaume (San Guglielmu) du XVIIIe siècle à Lavonese.
- Chapelle Santa Lucia à Stazzona.

#### Tour de Pino

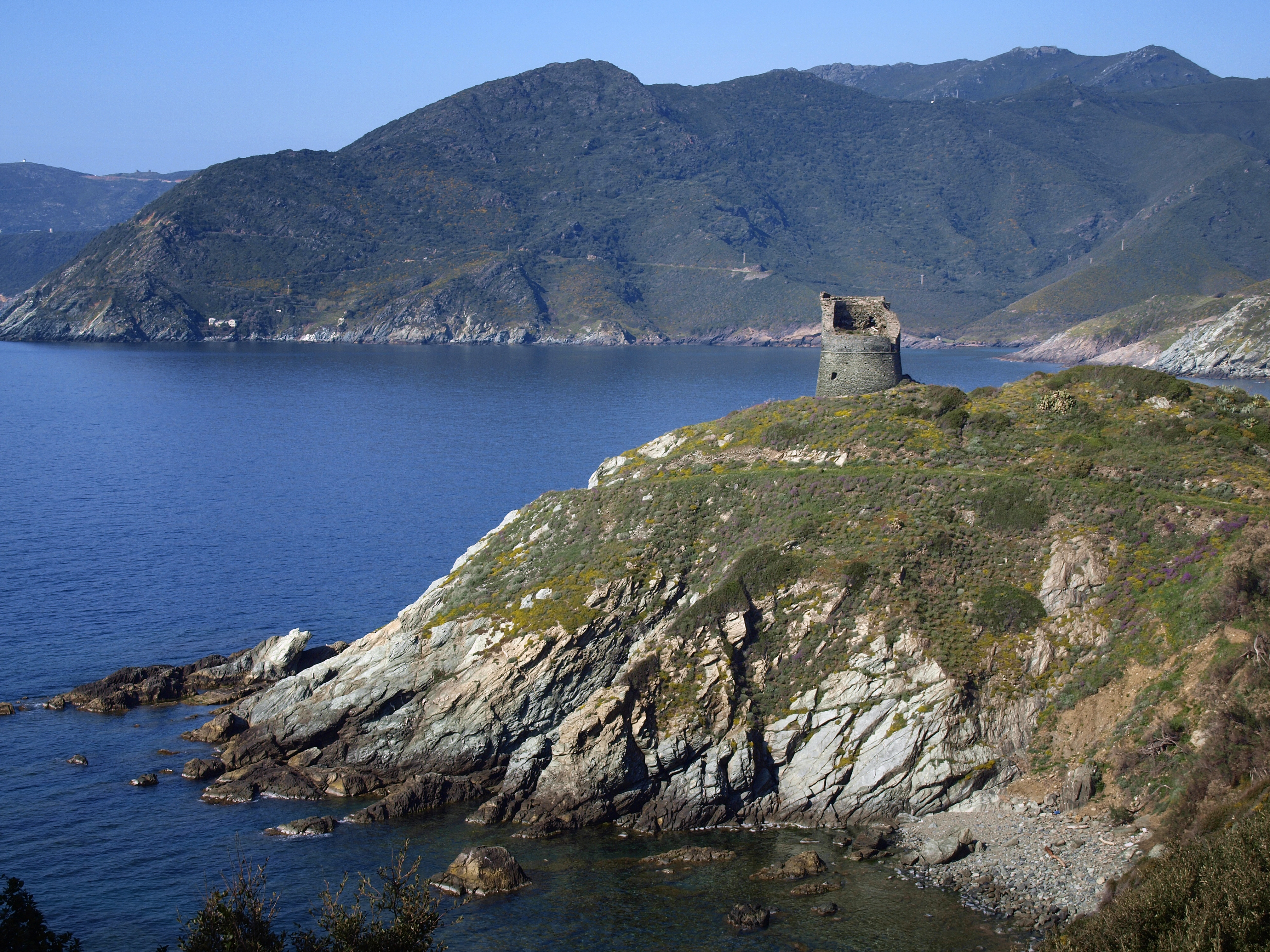
Tour de Scalo.

La Tour de Pino ou tour de Scalo ou encore tour San Francesco : est un édifice de guet construit au début du XVIe siècle, soit l'une des premières tours littorales du temps des Génois, sur une petite colline arrondie au-dessus de la Marine de Scalo. Elle est partiellement ruinée.
Cette tour est proche d'être prise en 1563 par l'armée turque de Mammi Pacha dit Mammi Corsu, de son vrai nom Filippu Arbellare originaire de Pino.

#### Tours de Casuccio, de Ciocce et de Metimu
Les tours carrées de Casuccio, de Ciocce du XVIe siècle et de Metimu du XVe siècle, sont construites sur les hauteurs de la marine de Scalo, à des fins défensives de la population. Elles sont d'architecture pisane, et sont la propriété de personnes privées.
La plus remarquable est la tour du hameau de Ciocce conservant son aspect ancien avec des murailles percées de trous de boulins.

#### Tour de Sénèque

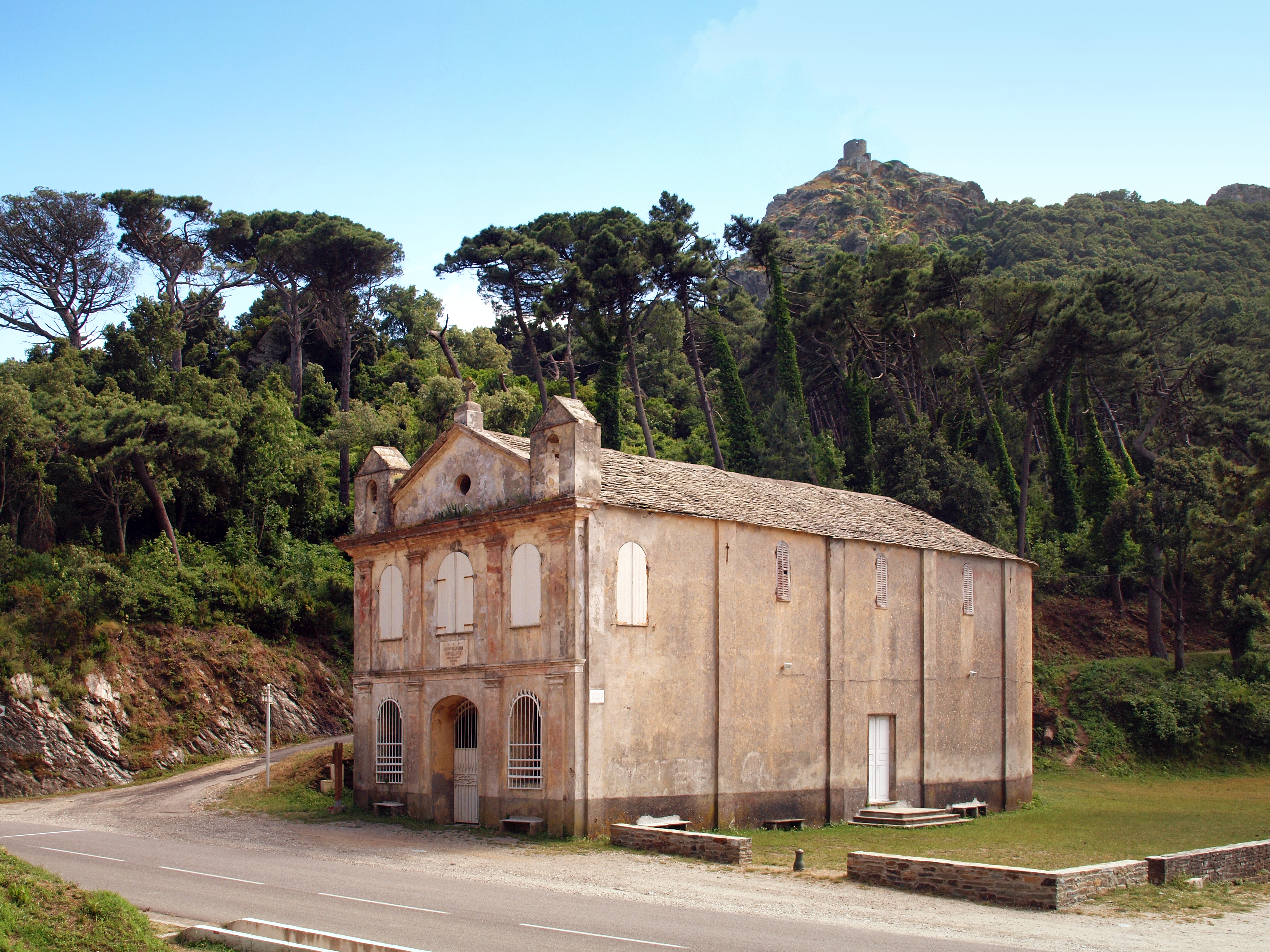
La Chapelle Santa Lucia et la tour de Sénèque sur son piton rocheux.

La tour de Sénèque (Torre di Seneca) ruinée, se situe sur un piton rocheux à 566 m d'altitude, à 500 m (distance orthodromique) au sud de Bocca di Santa Lucia sur la D 180. La tour existante a été construite au XIVe siècle à l'emplacement d'une tour plus ancienne dotée de citerne. On pense que les Romains y avaient établi un poste de guet car la vue est imprenable sur les deux mers, Méditerranée et mer Tyrrhénienne. Il est dit aussi que durant son exil, de 41 à 49, Sénèque venait l'été se promener sur le site car il passait l'hiver à Ampuglia (Pietracorbara). De 1556 à 1559 les Français prennent la tour aux Génois. On y accède à pied à partir de l'ancien couvent San Nicolao (Luri) auquel on accède par une route partant du col de Santa Lucia.

### Patrimoine culturel

#### Parc du château Piccioni
Le parc du château Piccioni, cours Antoine-Piccioni à Pino, est la propriété d'une personne privée. Ce jardin d'agrément (terrasse en terre-plein) est repris à l'Inventaire général du patrimoine culturel (documentation préalable). Date de versement le 4 mars 2003.

### Patrimoine naturel

#### ZNIEFF
Pino est concernée par deux zones naturelles d'intérêt écologique, faunistique et floristique de 2e génération :
Chênaies vertes du Cap Corse
Pino est l'une des 15 communes concernées par la ZNIEFF « Chênaies vertes du Cap Corse » qui couvre une superficie de 4 112 ha. Ces chênaies vertes s'étendent depuis la commune de Farinole, à la base du cap, jusqu'à la commune de Rogliano au nord-est et à la commune de Morsiglia au nord-ouest.
« Sur les communes de Centuri et de Morsiglia, entre la côte et la pointe de Torricella culminant à 463 mètres, ce boisement s'infiltre entre les villages de 20 à 450 mètres d'altitude. Elle repose sur des ophiolites et des schistes lustrés. Elle est traversée par les routes D 35 et D 80. Elle n'est composée que de chênes verts. ».
Crêtes asylvatiques du Cap Corse
Vingt communes sont concernées par cette zone d'une superficie de 6 387 ha. La zone englobe la quasi-totalité de la crête centrale du Cap Corse. Elle est recouverte de maquis, fruticées, pelouses et milieux rupestres. La limite sud de la ZNIEFF est identifiée par le col de Teghime (Barbaggio) ; la limite septentrionale correspond à la Punta di Gulfidoni au nord du col de Santa Lucia (Morsiglia et Meria).
« Les incendies sont la principale si ce n’est la raison unique du caractère asylvatique des crêtes du Cap Corse... La ZNIEFF est recouverte de maquis, fruticées, pelouses et milieux rupestres. Ces milieux naturels offrent des conditions biotiques et abiotiques favorables à une faune et une flore patrimoniales... La ZNIEFF « Crêtes asylvatiques du Cap Corse » comporte une faune et une flore classée comme déterminantes avec 25 espèces végétales, une colonie de reproduction de petit rhinolophe (Rhinolophus hipposideros), deux couples d’aigle royal (Aquila chrysaetos), et du lézard de Fitzinger (Algyroides fitzingeri) ».

### Personnalités
- Georges-André Klein, artiste peintre (1901-1992), fréquenta le village dans les années 1950.
- Virginie Coupérie, descendante directe de Gustave Eiffel, épousera Julien Clerc le 14 septembre 1985 au cours d'une cérémonie se déroulant dans le village.